# Nicola Pozzi (Fußballspieler)
Nicola Pozzi (* 30. Juni 1986 in Santarcangelo di Romagna) ist ein italienischer ehemaliger Fußballspieler und heutiger -trainer. Er spielte für mehrere renommierte Vereine in der Serie A und wurde ein Mal zum Spieler des Jahres bei Sampdoria Genua gewählt.

## Karriere

### Verein
Pozzi kommt aus der Jugendabteilung der AC Cesena. 2002 wechselte er im Alter von 17 Jahren zur ersten Mannschaft, die damals in der Serie C spielte. In der Winterpause der Saison 2003/04 wurde er von einem der erfolgreichsten italienischen Fußballvereine, der AC Mailand, verpflichtet. Dort konnte er sich in seinem jungen Alter jedoch nicht gegen die vielen Topstars der Mannschaft durchsetzen. Auch wenn Pozzi bei Mailand zu keinem Einsatz kam, gehörte er zum Kader der Rossoneri, jener 2004 die italienische Meisterschaft gewann. Um Spielpraxis zu sammeln wurde Pozzi danach jeweils für ein halbes Jahr an die SSC Neapel und an Pescara Calcio ausgeliehen. Bei beiden Vereinen kam der Stürmer jedoch ebenfalls nur sporadisch zum Einsatz.
Im Sommer 2005 folgte ein weiteres Leihgeschäft mit dem FC Empoli, der in der Vorsaison aus der Serie B in die Serie A aufgestiegen war. Dort absolvierte Pozzi in seiner ersten Saison 24 Ligaspiele und erzielte 4 Tore. Hauptsächlich wurde er als Wechselspieler eingesetzt. In der Folgesaison erhielt Empoli die Rechte als Co-Eigner an dem Spieler. Beim 3:1-Sieg seiner Mannschaft gegen seinen ehemaligen Leihverein SSC Neapel am 17. Februar 2008 verletzte sich der Stürmer an einem Kreuzband und fiel deshalb den restlichen Teil der Rückrunde aus. Dennoch wurde er für die Zukunft dauerhaft von Empoli verpflichtet. Im Gegenzug kehrte Ignazio Abate zurück zum AC Mailand. Im Sommer 2009 wurde er an Sampdoria Genua verliehen und im Folgejahr endgültig an die Genuesen verkauft. In Genua hatte Pozzi seine beste Zeit, schnell etablierte er sich im Sturm und erzielte viele, häufig wichtige Tore. Anschließend spielte er noch mit mäßigem Erfolg bei diversen anderen Vereinen und beendete seine Karriere 2019.

### Nationalmannschaft
Pozzi durchlief diverse Stationen der italienischen Juniorenauswahlen. Für die U-21-Nationalmannschaft Italiens bestritt er insgesamt acht Partien und erzielte dabei ein Tor. Aufgrund seiner Verletzung im Februar 2008 wurde er aus der italienischen Auswahl für die Olympischen Sommerspiele 2008 wieder gestrichen.

## Erfolge
- Italienischer Meister: 2003/04 (mit der AC Mailand)